# Gerald R. Ford (Schiff)
Die Gerald R. Ford (CVN-78) ist ein Flugzeugträger der United States Navy. Sie ist nach dem früheren US-Präsidenten Gerald R. Ford benannt und das Typschiff der gleichnamigen Gerald-R.-Ford-Klasse. Diese gilt als Nachfolgeklasse der Nimitz-Klasse.
Die Gerald R. Ford wurde am 22. Juli 2017 in Dienst gestellt, als Ersatz für die am 1. Dezember 2012 außer Fahrt und am 3. Februar 2017 offiziell außer Dienst gestellte Enterprise.

## Geschichte

### Namensgebung
Die Entscheidung, den neuen Träger als USS Gerald R. Ford zu bezeichnen, wurde wesentlich vom US-Kongress beeinflusst. Virginias Senator John Warner brachte einen Zusatz zum National Defense Authorization Act for Fiscal Year 2007 ein, der genau dies vorschlug. Der Kongress stimmte zu, George W. Bush bestätigte die Entscheidung mit seiner Unterschrift am 17. Oktober 2006. Allerdings hieß es dort lediglich “is the sense of Congress that […] CVN-78 should be named the U.S.S. Gerald R. Ford”. Dieses “should” (deutsch: „sollte“) weist darauf hin, dass die alleinige Verantwortung für die Benennung von Schiffen beim United States Secretary of the Navy, zu diesem Zeitpunkt Donald C. Winter, liegt.
Am 3. Januar 2007, wenige Tage nach Fords Tod, kündigte der damalige Verteidigungsminister Donald Rumsfeld an, dass die Entscheidung für die Benennung nach Ford gefallen sei. Die Navy selbst bestätigte dies offiziell am 16. Januar 2007.

### Baugeschichte

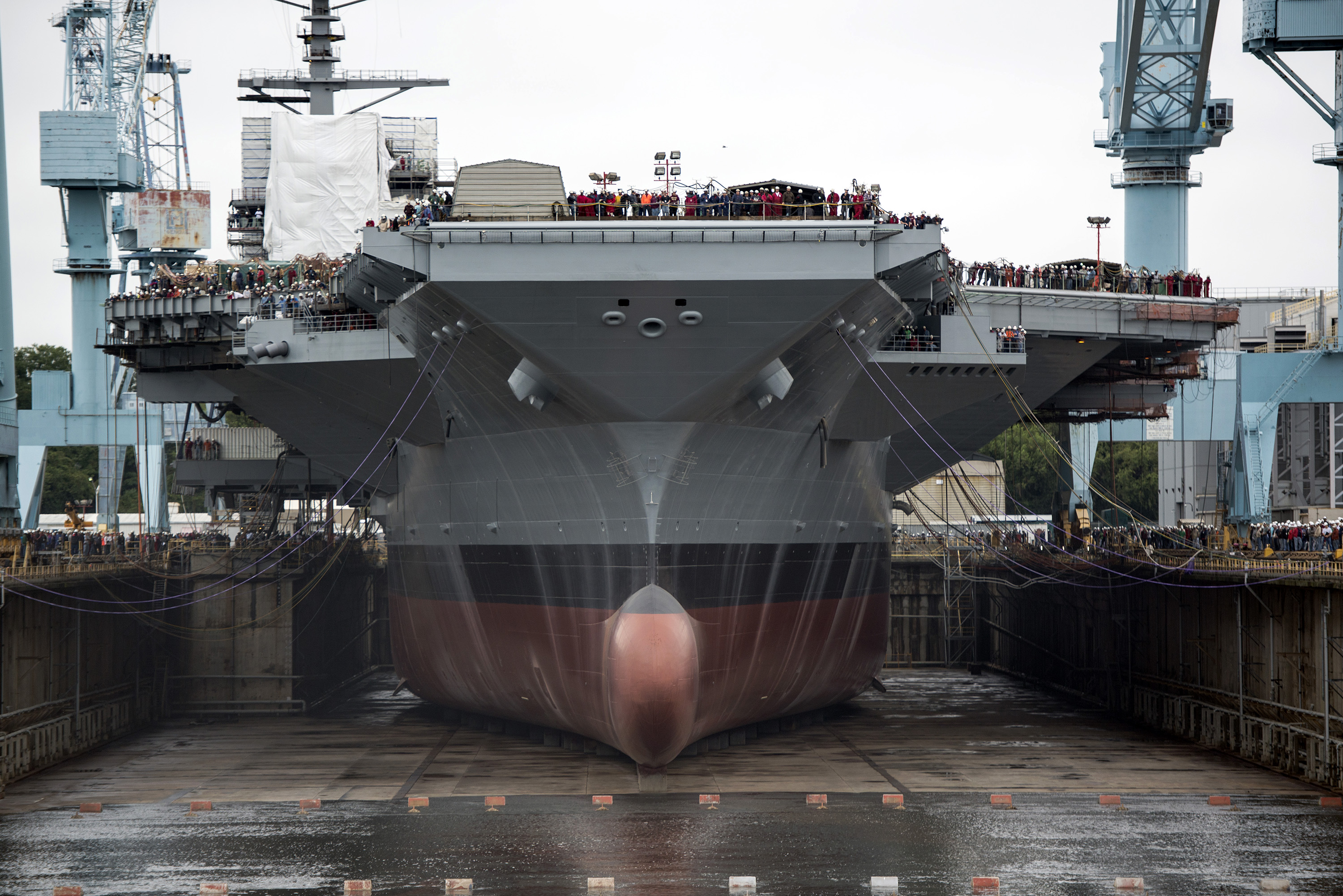
Flutung des Docks (Oktober 2013)

Am 10. September 2008 erhielt Northrop Grumman offiziell einen Auftrag im Wert von 5,7 Milliarden Dollar zum Bau des CVN-78. Die Werft Northrop Grumman-Newport News Shipbuilding begann am 11. August 2008 mit dem Bau, dem Zuschneiden von Stahlplatten. Die Kiellegung des Trägers fand am 14. November 2009 statt. 2008 schätzte die US Navy die Gesamtkosten neu auf 10,5 Milliarden Dollar ein. Im Juni 2008 ging das Congressional Budget Office von 11,4 Milliarden Dollar aus. Bei der Indienststellung wurden Kosten von 13 Milliarden Dollar genannt.
Am 9. November 2013 fand der Stapellauf des Schiffes statt. Getauft wurde der Flugzeugträger von Susan Ford Bales, der Tochter von Gerald Ford.
Kurz nach dem Stapellauf ergab ein interner Bericht, dass der Flugzeugträger die neuen Vorgaben nicht erfüllen konnte. Insbesondere die gegenüber der Nimitz-Klasse geforderte erhöhte Anzahl an Starts und Landungen („sortie generation rate“) konnte nicht erreicht werden, da die neuentwickelten elektromagnetischen Flugzeugkatapulte technisch noch nicht ausgereift seien, ebenso wie die Landefanganlage, die für die Flugleitung notwendigen Radaranlagen und die Munitionsaufzüge. Dies zusammengenommen vergrößerte laut Bericht die Taktzeit zwischen den einzelnen Flugzeugabfertigungen erheblich und mache sie somit sogar langsamer als bei der Nimitz-Klasse. Man ging davon aus, dass die Mängel bis zur Indienststellung 2017 behoben werden können, allerdings mit Mehrkosten von 25 % (ca. 13 Mrd. US-Dollar Gesamtkosten) und Verzögerungen beim Bau der typgleichen Schiffe John F. Kennedy und Enterprise. Im Juli 2016 wurde eine Verschiebung der Auslieferung bis nach November 2016 bekannt gegeben. Ab dem 8. April 2017 absolvierte das Schiff Werkstestfahrten mit eigener Antriebskraft. Am 31. Mai 2017 wurde die USS Gerald R. Ford an die US Navy übergeben und am 22. Juli 2017 in Norfolk, Virginia in Dienst gestellt. Sie gilt als teuerstes Kriegsschiff der Welt.

### Operationen

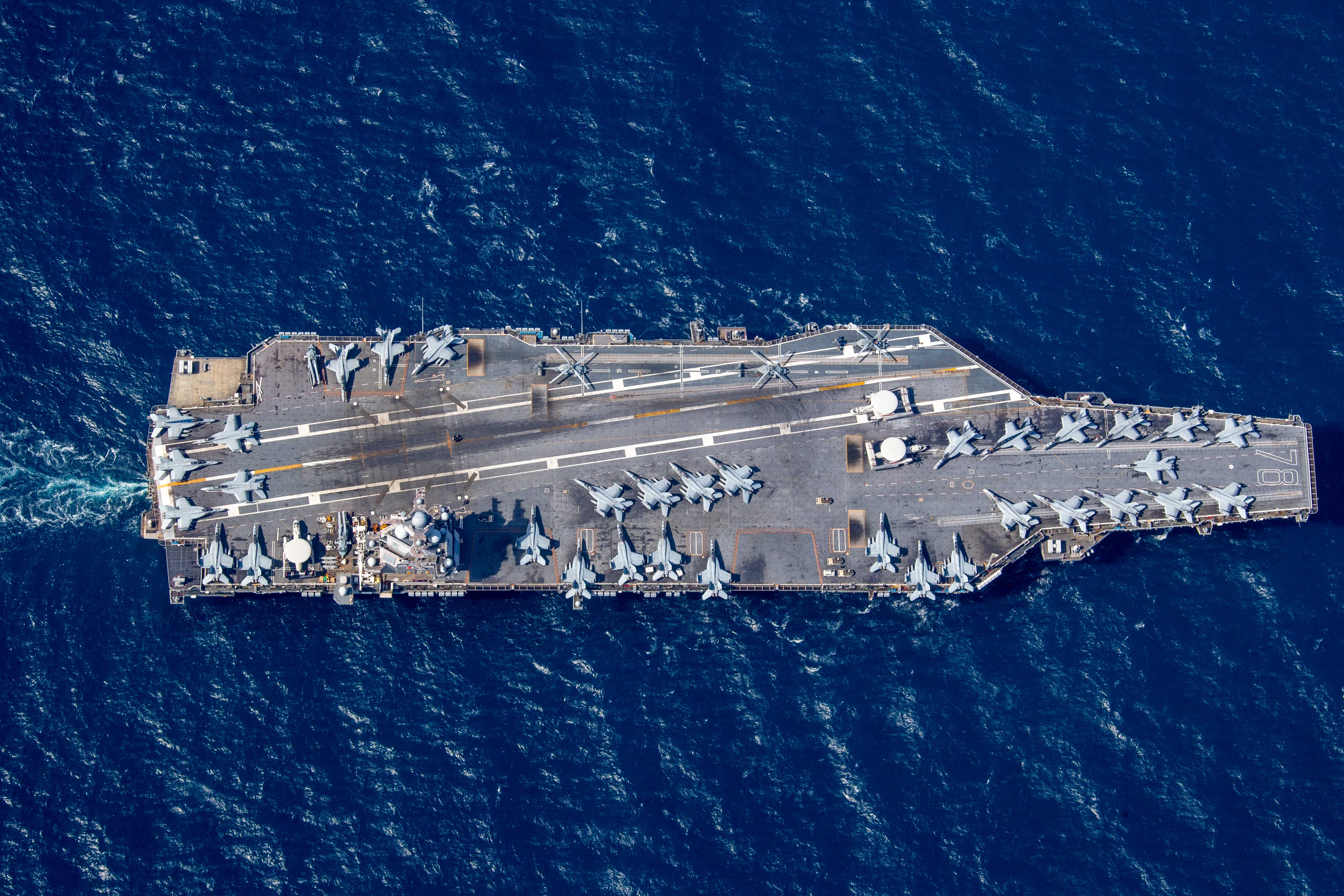
Die Gerald R. Ford von oben gesehen (März 2023)

Am 20. März 2021 führte die USS Gerald R. Ford erstmals mit dem italienischen Träger Cavour ein Ready for Operations (RFO) der Italienischen Marine während einer Atlantiküberquerung durch. Am 5. Oktober 2022 lief die Gerald R. Ford zu ihrer ersten Einsatzfahrt aus. Sie operierte im Atlantischen Ozean mit NATO-Partnern, u. a. mit der Fregatte Hessen.
Anfang Mai 2023 hatte der Flugzeugträger den Marinestützpunkt Norfolk zu seiner ersten Kampf-Einsatzfahrt verlassen. Am 24. Mai kam er in der norwegischen Hauptstadt Oslo an, um nach einem mehrtägigen Zwischenstopp weiter zu einem NATO-Manöver am Polarkreis zu fahren.
Am 8. Oktober 2023 wurde entsprechend einer Bekanntgabe des US-Verteidigungsministers Lloyd J. Austin im Rahmen einer umfassenden Unterstützung Israels u. a. die USS Gerald R. Ford ins östliche Mittelmeer beordert. Dies erfolgte als Reaktion auf einen Großangriff der islamistischen Terrororganisation Hamas gegen Israel am 7. Oktober 2023.
Am 18. August 2025 lief der Flugzeugträger, begleitet von Versorgungsschiffen wie der „Supply“ und der „William McLean“, in die Nordsee ein. Es wird vermutet, dass diese Verlegung im Zusammenhang mit dem bevorstehenden russischen Großmanöver „Sapad 2025“ im September 2025 steht und gleichzeitig als politisches Signal zu werten ist.